# Mats Sundin
Mats Johan Sundin (ur. 13 lutego 1971 w Sztokholmie) – szwedzki hokeista, reprezentant Szwecji, trzykrotny olimpijczyk.

## Kariera
- Stockholm 1 (1986-1987)
- Djurgården J20 (1987-1988)
- Nacka HK (1988-1989)
- Djurgården (1989-1990)
- Quebec Nordiques (1990-1994)
- Djurgården (1994)
- Toronto Maple Leafs (1994-2004, 2005-2008)
- Vancouver Canucks (2008-2009)

Wychowanek klubu Sollentuna HC. W drafcie NHL z 1989 został wybrany przez klub Quebec Nordiques z numerem 1 (ze szwedzkiego klubu Nacka HK z ligi Allsvenskan). Tym samym jest jedynym Szwedem w historii wybranym z najwyższym numerem w drafcie NHL i jednym z trzech zawodników w historii wybranych przez Quebec Nordiques z najwyższym numerem w drafcie (po nim byli Owen Nolan i Eric Lindros).
Do Toronto Maple Leafs trafił 28 czerwca 1994 z Quebec Nordiques. Sundin spędził w Toronto 12 sezonów (1994-2007). Był kapitanem Maple Leafs w latach 1997–2007, pierwszym obcokrajowcem pełniącym tę funkcję w Toronto i trzecim w historii NHL (po Aleksandrze Mogilnym i Larsie-Eriku Sjöberg). Jest pierwszym Szwedem i również pierwszym Europejczykiem wybranym z numerem 1 w drafcie NHL. Statystyczne jego najlepszym sezonem były rozgrywki 1992/1993, kiedy zdobył 114 punktów (47 goli i 67 asyst).
Uczestniczył w turniejach mistrzostw świata w 1990, 1991, 1992, 1994, 1998, 2001, 2003, Canada Cup 1991, Pucharu Świata 1996, 2004 oraz zimowych igrzysk olimpijskich 1998, 2002, 2006.
Był czterokrotnie honorowany nagrodą Viking Award dla najbardziej wartościowego szwedzkiego zawodnika w lidze NHL – jest to rekord wśród wszystkich edycji.
We wrześniu 2009 zakończył karierę zawodniczą.
W 2012 został przyjęty do Hockey Hall of Fame, a w 2013 do Galerii Sławy IIHF.

## Sukcesy

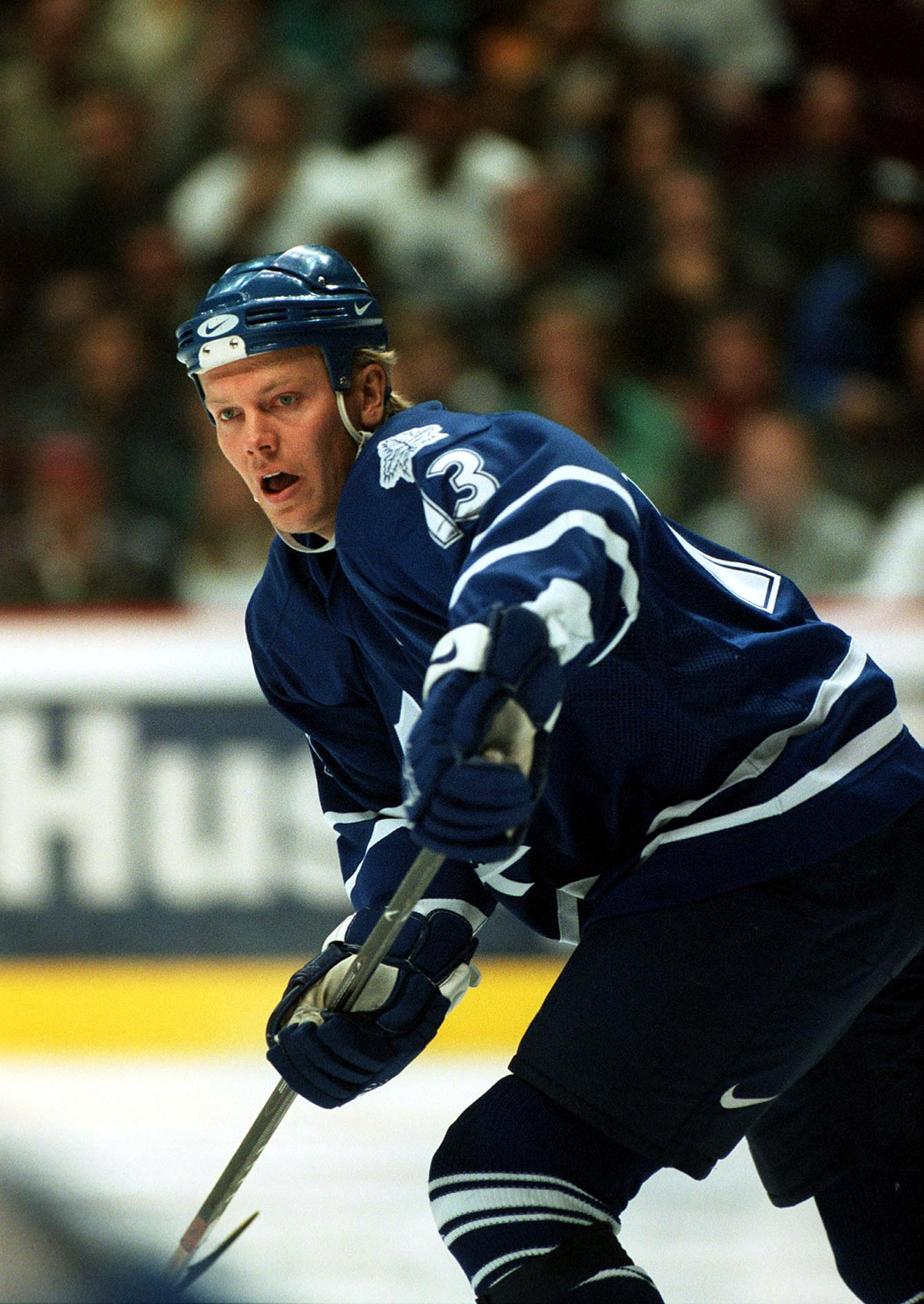
Mats Sundin w barwach Toronto Maple Leafs (1997)

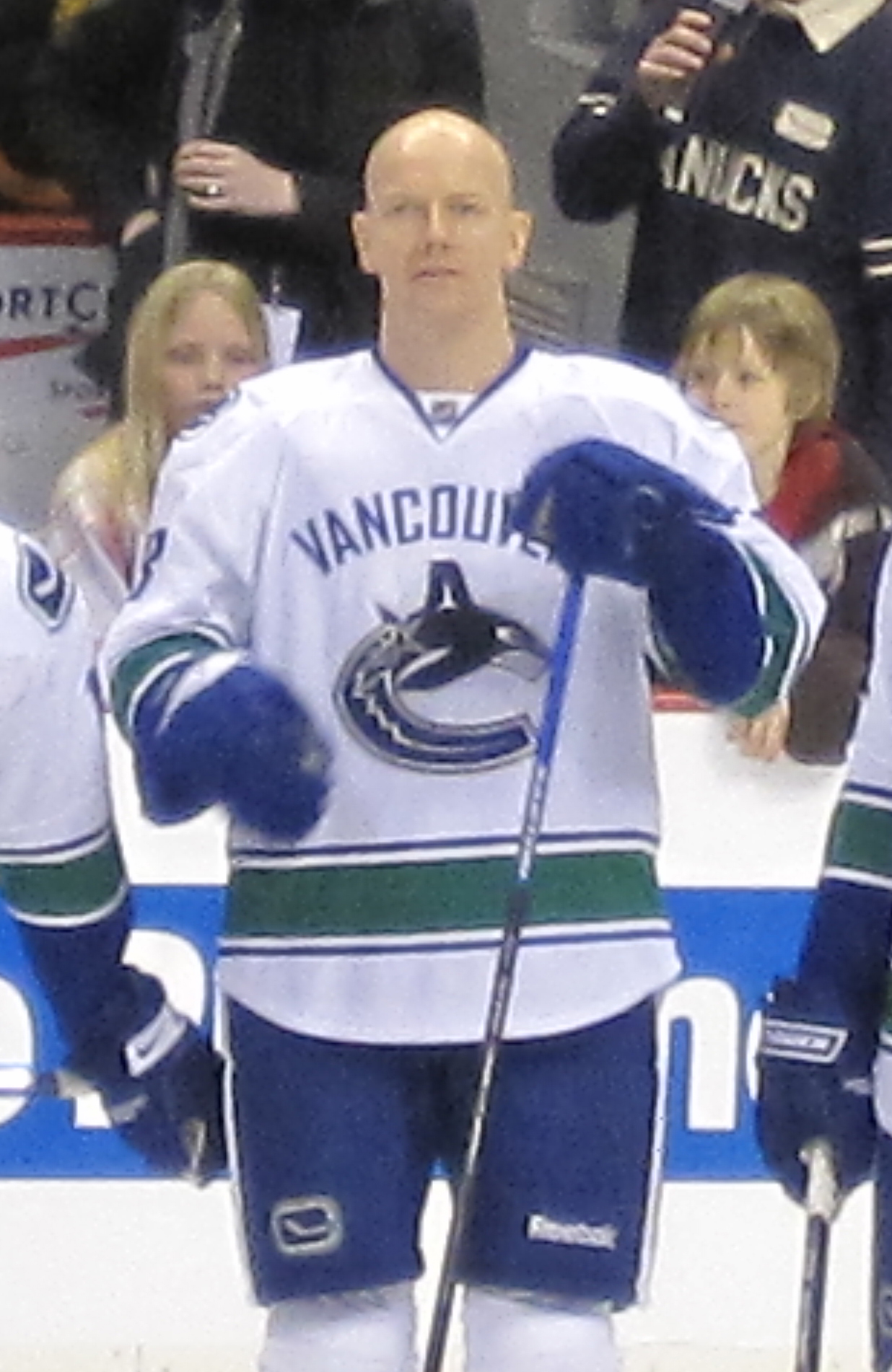
Mats Sundin w barwach Vancouver Canucks (2009)

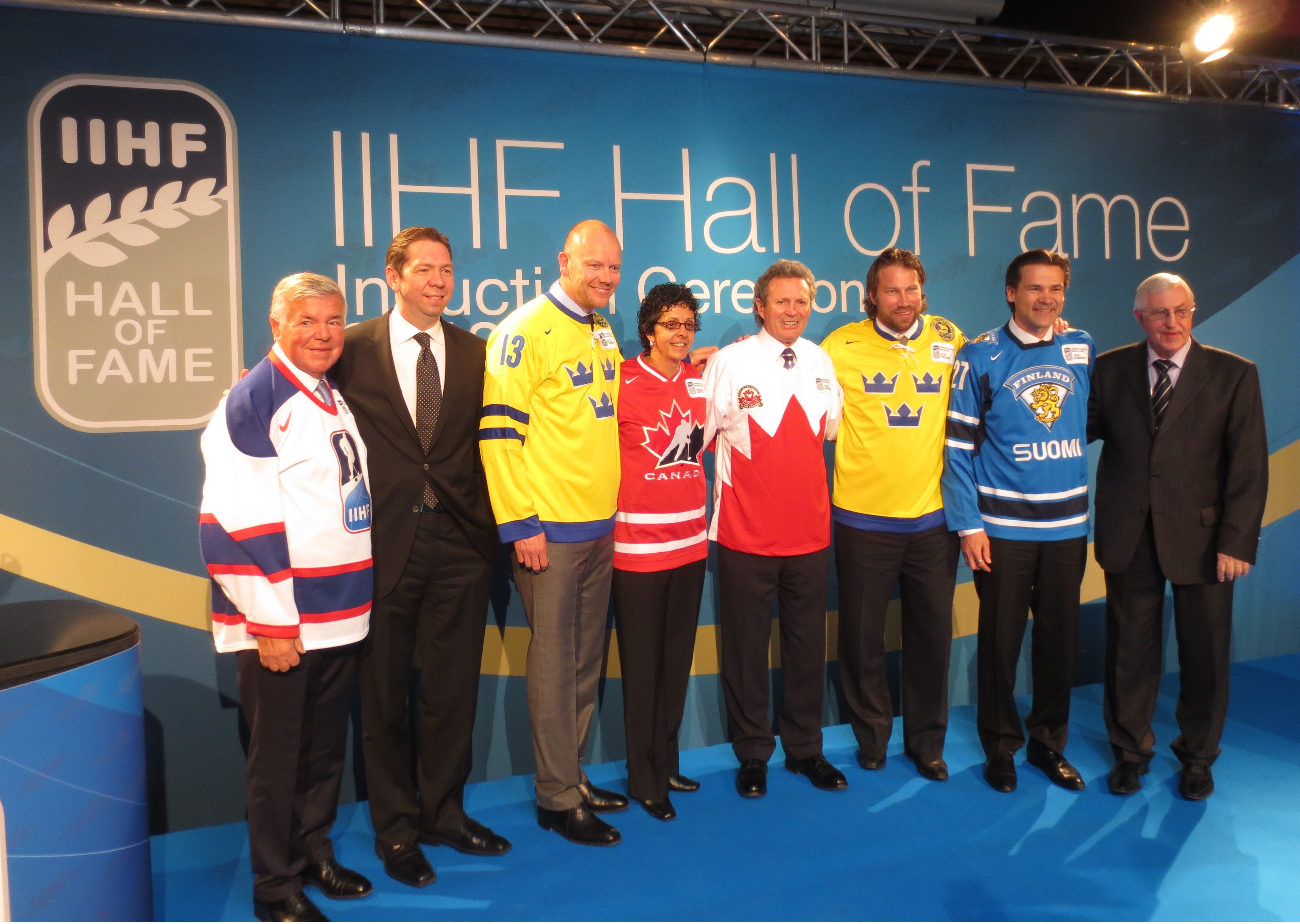
Mats Sundin (trzeci z lewej) podczas uroczystości przyjęcia do Galerii Sławy IIHF (2013)

Reprezentacyjne
- Srebrny medal mistrzostw świata: 1990, 2003
- Złoty medal mistrzostw świata: 1991, 1992, 1998
- Brązowy medal mistrzostw świata: 1994, 2001
- Złoty medal igrzysk olimpijskich: 2006

Klubowe
- Złoty medal TV-Pucken: 1987 ze Stockholm 1
- Złoty medal mistrzostw Szwecji: 1990 z Djurgården
- Mistrzostwo Dywizji NHL: 2000 z Toronto Maple Leafs

Indywidualne
- Årets Junior – najlepszy szwedzki junior sezonu: 1990
- Canada Cup 1991: skład gwiazd
- Mistrzostwa świata 1991:
  - Pierwsze miejsce w klasyfikacji strzelców turnieju: 12 goli
- Mistrzostwa świata 1992:
  - Skład gwiazd turnieju
  - Najlepszy napastnik turnieju
- NHL (1992/1993):
  - Viking Award – nagroda dla najbardziej wartościowego szwedzkiego zawodnika w lidze NHL
- NHL (1993/1994):
  - Viking Award – nagroda dla najbardziej wartościowego szwedzkiego zawodnika w lidze NHL
- Mistrzostwa świata 1994:
  - Pierwsze miejsce w klasyfikacji asystentów turnieju: 9 asyst
  - Pierwsze miejsce w klasyfikacji kanadyjskiej turnieju: 14 punktów
  - Skład gwiazd turnieju
- Puchar Świata w Hokeju na Lodzie 1996:
  - Skład gwiazd turnieju
- NHL (1996/1997):
  - Viking Award – nagroda dla najbardziej wartościowego szwedzkiego zawodnika w lidze NHL
- Mistrzostwa świata 1998:
  - Skład gwiazd turnieju
- NHL (2001/2002):
  - Viking Award – nagroda dla najbardziej wartościowego szwedzkiego zawodnika w lidze NHL
  - Drugi skład gwiazd
- Hokej na lodzie na Zimowych Igrzyskach Olimpijskich 2002:
  - Pierwsze miejsce w klasyfikacji kanadyjskiej turnieju: 9 punktów
  - Pierwsze miejsce w klasyfikacji zwycięskich goli: 3 gole
  - Skład gwiazd turnieju
- Mistrzostwa świata 2003:
  - Skład gwiazd turnieju
  - Najlepszy napastnik turnieju
  - Najbardziej wartościowy zawodnik turnieju
- NHL (2002/2003):
  - Drugi skład gwiazd
  - Pierwsze miejsce w klasyfikacji strzelców zwycięskich goli meczowych: 10 goli
- NHL (2007/2008):
  - Mark Messier Leadership Award

Rekordy
- Pierwsze miejsce w klasyfikacji strzelców w historii klubu Toronto Maple Leafs: 420 goli
- Drugie miejsce w klasyfikacji asystentów w historii klubu Toronto Maple Leafs: 567 asyst
- Pierwsze miejsce w klasyfikacji kanadyjskiej w historii klubu Toronto Maple Leafs: 987 punktów

Wyróżnienia
- Hockey Hall of Fame: 2013
- Galeria Sławy IIHF: 2013

## Statystyki

### Sezon zasadniczy i play-off
|               |                     |               |                                    | Sezon zasadniczy                   | Sezon zasadniczy                   | Sezon zasadniczy                   | Sezon zasadniczy                   | Sezon zasadniczy                   |                                    | Play-off                           | Play-off                           | Play-off                           | Play-off                           | Play-off |
| Sezon         | Drużyna             | Liga          | M                                  | G                                  | A                                  | Pkt                                | Min                                | M                                  | G                                  | A                                  | Pkt                                | Min                                |                                    |          |
| ------------- | ------------------- | ------------- | ---------------------------------- | ---------------------------------- | ---------------------------------- | ---------------------------------- | ---------------------------------- | ---------------------------------- | ---------------------------------- | ---------------------------------- | ---------------------------------- | ---------------------------------- | ---------------------------------- | -------- |
| 1988–89       | Nacka HK            | Alls          | 25                                 | 10                                 | 8                                  | 18                                 | 18                                 | –                                  | –                                  | –                                  | –                                  | –                                  |                                    |          |
| 1989–90       | Djurgårdens IF      | Elit          | 34                                 | 10                                 | 8                                  | 18                                 | 16                                 | 8                                  | 7                                  | 0                                  | 7                                  | 4                                  |                                    |          |
| 1990–91       | Quebec Nordiques    | NHL           | 80                                 | 23                                 | 36                                 | 59                                 | 58                                 | –                                  | –                                  | –                                  | –                                  | –                                  |                                    |          |
| 1991–92       | Quebec Nordiques    | NHL           | 80                                 | 33                                 | 43                                 | 76                                 | 103                                | –                                  | –                                  | –                                  | –                                  | –                                  |                                    |          |
| 1992–93       | Quebec Nordiques    | NHL           | 80                                 | 47                                 | 67                                 | 114                                | 96                                 | 6                                  | 3                                  | 1                                  | 4                                  | 6                                  |                                    |          |
| 1993–94       | Quebec Nordiques    | NHL           | 84                                 | 32                                 | 53                                 | 85                                 | 60                                 | –                                  | –                                  | –                                  | –                                  | –                                  |                                    |          |
| 1994–95       | Djurgårdens IF      | Elit          | 12                                 | 7                                  | 2                                  | 9                                  | 14                                 | –                                  | –                                  | –                                  | –                                  | –                                  |                                    |          |
| 1994–95       | Toronto Maple Leafs | NHL           | 47                                 | 23                                 | 24                                 | 47                                 | 14                                 | 7                                  | 5                                  | 4                                  | 9                                  | 4                                  |                                    |          |
| 1995–96       | Toronto Maple Leafs | NHL           | 76                                 | 33                                 | 60                                 | 83                                 | 46                                 | 6                                  | 3                                  | 1                                  | 4                                  | 4                                  |                                    |          |
| 1996–97       | Toronto Maple Leafs | NHL           | 82                                 | 41                                 | 53                                 | 94                                 | 59                                 | –                                  | –                                  | –                                  | –                                  | –                                  |                                    |          |
| 1997–98       | Toronto Maple Leafs | NHL           | 82                                 | 33                                 | 41                                 | 74                                 | 49                                 | –                                  | –                                  | –                                  | –                                  | –                                  |                                    |          |
| 1998–99       | Toronto Maple Leafs | NHL           | 82                                 | 31                                 | 52                                 | 83                                 | 58                                 | 17                                 | 8                                  | 8                                  | 16                                 | 16                                 |                                    |          |
| 1999–00       | Toronto Maple Leafs | NHL           | 73                                 | 32                                 | 41                                 | 73                                 | 46                                 | 12                                 | 3                                  | 5                                  | 8                                  | 10                                 |                                    |          |
| 2000–01       | Toronto Maple Leafs | NHL           | 82                                 | 28                                 | 46                                 | 74                                 | 76                                 | 11                                 | 6                                  | 7                                  | 13                                 | 14                                 |                                    |          |
| 2001–02       | Toronto Maple Leafs | NHL           | 82                                 | 41                                 | 39                                 | 80                                 | 94                                 | 8                                  | 2                                  | 5                                  | 7                                  | 4                                  |                                    |          |
| 2002–03       | Toronto Maple Leafs | NHL           | 75                                 | 37                                 | 35                                 | 72                                 | 58                                 | 7                                  | 1                                  | 3                                  | 4                                  | 6                                  |                                    |          |
| 2003–04       | Toronto Maple Leafs | NHL           | 81                                 | 31                                 | 44                                 | 75                                 | 52                                 | 9                                  | 4                                  | 5                                  | 9                                  | 8                                  |                                    |          |
| 2004–05       | Toronto Maple Leafs | NHL           | Sezon się nie odbył (Lokaut w NHL) | Sezon się nie odbył (Lokaut w NHL) | Sezon się nie odbył (Lokaut w NHL) | Sezon się nie odbył (Lokaut w NHL) | Sezon się nie odbył (Lokaut w NHL) | Sezon się nie odbył (Lokaut w NHL) | Sezon się nie odbył (Lokaut w NHL) | Sezon się nie odbył (Lokaut w NHL) | Sezon się nie odbył (Lokaut w NHL) | Sezon się nie odbył (Lokaut w NHL) | Sezon się nie odbył (Lokaut w NHL) |          |
| 2005–06       | Toronto Maple Leafs | NHL           | 70                                 | 31                                 | 47                                 | 78                                 | 56                                 | –                                  | –                                  | –                                  | –                                  | –                                  |                                    |          |
| 2006–07       | Toronto Maple Leafs | NHL           | 75                                 | 27                                 | 49                                 | 76                                 | 62                                 | –                                  | –                                  | –                                  | –                                  | –                                  |                                    |          |
| 2007–08       | Toronto Maple Leafs | NHL           | 74                                 | 32                                 | 45                                 | 78                                 | 76                                 | –                                  | –                                  | –                                  | –                                  | –                                  |                                    |          |
| 2008–09       | Vancouver Canucks   | NHL           | 41                                 | 9                                  | 19                                 | 28                                 | 28                                 | 8                                  | 3                                  | 5                                  | 8                                  | 2                                  |                                    |          |
| Łącznie w NHL | Łącznie w NHL       | Łącznie w NHL | 1346                               | 564                                | 785                                | 1349                               | 1093                               | 91                                 | 38                                 | 44                                 | 82                                 | 74                                 |                                    |          |